# Leuctra
Leuctra era uma vila na antiga Grécia, em Beócia, a vinte estádios de Pefnos  e a dezesseis de estádios de Cardamile.
O messênios diziam, na época clássica, que a cidade deriva seu nome de Leucipo. Pausânias supõe que por esse motivo é que os habitantes de Leucra adoravam Asclépio, já que Leucipo foi o pai de Arsínoe e esta (segundo os messênios) foi a mãe de Asclépio.
É principalmente conhecido hoje como o local da importante Batalha de Leuctra (371 a.C.) - narrada por Xenofonte em Helênicas - em que os Tebanos, comandados por Epaminondas, derrotaram os espartanos. A hegemonia espartana foi diminuída depois daquela batalha, e os tebanos tornaram-se um novo poder dentro do mundo helênico, até a ascensão da Macedônia [carece de fontes?].